# Peter Eagles

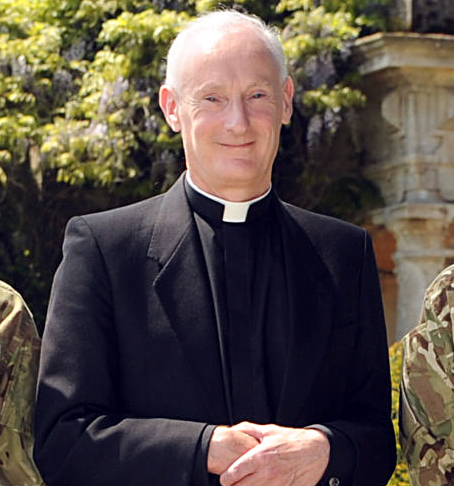
Peter Eagles

Peter Andrew Eagles, QHC (* 6. Juli 1959) ist ein britischer anglikanischer Theologe. Er war von 2017 bis 2023 Bischof von Sodor und Man in der Church of England.

## Leben

### Ausbildung
Eagles, geboren als Sohn von Peter Frank Eagles und Elizabeth Howie Eagles, besuchte die Royal Grammar School, eine private Jungenschule (Independent school), in Guildford in der englischen Grafschaft Surrey. Er belegte die Fächerkombination „Osteuropa-Studien“ (East European Studies) an der School of Slavonic; außerdem studierte er Deutsch und Russisch am King’s College, London, wo er 1982 mit einem Bachelor of Arts (BA) und der Associateship of King’s College (AKC) abschloss.
Von 1982 bis 1986 war Eagles zunächst Lehrer (Assistant Master) an der Tonbridge School, einer Independent School, in Tonbridge, in der Grafschaft Kent, und arbeitete nebenbei als freiberuflicher Übersetzer. 1986 trat er zur Vorbereitung auf sein Priesteramt in das St Stephen's House College, Oxford, ein anglo-katholisches Theologisches College ein, und studierte dort Theologie.

### Berufslaufbahn
1989 wurde er in der St Paul’s Cathedral von Bischof Graham Leonard zum Diakon geweiht; 1990 folgte seine Priesterweihe durch Bischof Tom Butler. Seine Priesterlaufbahn begann er von 1989 bis 1992 als Vikar (Curate) an der St Martin's Church, einer anglo-katholischen Kirchengemeinde, in Ruislip in der Diözese von London.
Seit 1992 wirkte er außerdem als Militärgeistlicher. Im Januar 1992 trat Eagles als Kaplan (Chaplain) in das Royal Army Chaplains Department der British Army ein, wo er in den Folgejahren mehrfach befördert wurde. Von 2007 bis 2008 war er Kaplan der Royal Military Chapel (Guards Chapel), St. James Park, in den Wellington Barracks in London.
Im Januar 2008 wurde Eagles zum Militärkaplan 1. Klasse (Chaplain to the Forces 1st Class) befördert und zum „Assistant Chaplain General“ ernannt. Im Juli 2011 wurde er während eines Gottesdienstes in der Lambeth Palace Chapel zum Archidiakon der Streitkräfte (Archdeacon for the Army), und somit zum ranghöchsten anglikanischen Kaplan in der British Army, erhoben. In dieser Funktion war er auch Mitglied der „Catholic Group“ in der Generalsynode der Church of England. Von 2013 bis 2014 besuchte er für seine weitere Verwendung das Royal College of Defence Studies. Im Juli 2014 wurde er zum „Deputy Chaplain General“, und somit zum stellvertretenden höchsten Kaplan der British Army, ernannt. Als Militärgeistlicher betreute Eagles Einheiten der britischen Streitkräfte in Großbritannien, in Deutschland und auch Einheiten, die in Krisengebieten im Irak und in Afghanistan stationiert waren. Im Juli 2017 schied Eagles offiziell aus der British Army aus.

### Bischof
Im Mai 2017 wurde Eagles’ Ernennung zum Bischof von Sodor und Man in der Church of England bekanntgegeben. Er wurde Nachfolger von Robert Paterson, der im November 2016 in den Ruhestand getreten war.
Am 22. Juni 2017 wurde er während eines Gottesdienstes im York Minster vom Erzbischof von York, John Sentamu, zum Bischof geweiht. Seine Inthronisation erfolgte am 30. September 2017 in der Peel Cathedral in Peel, Isle of Man. Als Bischof von Sodor und Man warer zugleich ex officio-Mitglied des Legislative Council of Tynwald, dem Parlament der Isle of Man. Seinen Sitz nahm er gleichzeitig mit seiner Amtseinführung ein.
Eagles ist, trotz seines anglo-katholischen Hintergrunds, ein Befürworter der Frauenordination; er kündigte an, er werde auch Frauen zur Diakonin und Priesterin weihen.
Im März 2023 gab er seine Entscheidung zum Oktober 2023 in den Ruhestand gehen zu wollen. Im Oktober 2024 wurde seine Nachfolgerin Patricia Hillas, die zuvor Chaplain to the Speaker of the House of Commons gewesen war.

## Ehrungen und Privates
2013 wurde er zum Ehrenkaplan (Honorary Chaplain to the Queen, QHC) von Königin Elisabeth II. ernannt. Ab 2015 war er Ehrenkanoniker (Honorary Canon) der Kathedrale von Salisbury.
1992 heiratete er Gail Seager, die er während seiner Zeit als Gemeindevikar in Ruislip kennengelernt hatte. Das Ehepaar lebte in den folgenden 25 Jahren an insgesamt 14 verschiedenen Orten. Aus der Ehe ging ein Sohn hervor, der 2016 am Balliol College seinen Abschluss machte, und zum Zeitpunkt von Eagles’ Ernennung zum Bischof für eine Werbeagentur in Oxford arbeitete.
Zu Eagles’ Interessen gehören Europäische Sprachen und Literatur, Interkulturelles Lernen, das Restaurieren eines alten, kleines Hauses, Bergwandern und Musizieren, besonders Barockmusik; Eagles selbst spielt Oboe.